# 1299

## Narození
- 5. května
  - Přeclav z Pohořelé, vratislavský biskup, kancléř Karla IV. († 6. dubna 1376)
  - Alfons IV., král aragonský, valencijský a sardinský († 24. ledna 1336)

## Úmrtí
- 15. července – Erik II. Norský, norský král (* 1268)
- 23. července – Ota V. Braniborský, braniborský markrabě (* asi 1246)
- 9. prosince – Bohemund I. z Warnesberku, arcibiskup trevírský a kurfiřt Svaté říše římské (* ?)
- 31. prosince – Markéta z Anjou, hraběnka z Anjou a Maine, první manželka Karla z Valois (* 1273)

## Hlava státu
- České království – Václav II.
- Svatá říše římská – Albrecht I. Habsburský
- Lucemburské hrabství – Jindřich VII.
- Papež – Bonifác VIII.
- Benátská republika – Pietro Gradenigo
- Anglické království – Eduard I.
- Francouzské království – Filip IV. Sličný
- Polské knížectví – Václav I. Český
- Uherské království – Ondřej III.
- Navarrské království – Johana I.
- Byzantská říše – Andronikos II. Palaiologos
- Osmanská říše – Osman I.